# Округ Ричланд (Монтана)
Ричланд (енгл. Richland County) је округ у америчкој савезној држави Монтана.

## Демографија
По попису из 2010. године број становника је 9.746, што је 79 (0,8%) становника више него 2000. године.
| Група             | 2000.         | 2010.         |
| Белци             | 9.221 (95,4%) | 9.089 (93,3%) |
| Афроамериканци    | 9 (0,1%)      | 13 (0,1%)     |
| Азијати           | 17 (0,2%)     | 24 (0,2%)     |
| Хиспаноамериканци | 209 (2,2%)    | 297 (3,0%)    |
| Укупно            | 9.667         | 9.746         |